# Dunnottar Castle
Dunnottar Castle er en fæstning fra middelalderen, der nu er ligger i ruiner, som ligger ved foden af et bjerg på nordøstkysten af Skotland, omtrent 3 km syd for Stonehaven. Det er dateret til 1200-tallet. Dunnotar spillede en central rolle i den skotske historie fra middelalderen og frem til oplysningstiden. Stedet er nu ejet af private interesser, men er åben for publikum. Hundredetusinder af turister besøger stedet hvert år.
Fæstningsruinerne er spredt over 1,2 hektar og er næsten fuldstændig omringet af stejle klipper ned til Nordsøen 50 meter nedenfor. Fæstningen kan nås langs en smal stribe land fra fastlandet og til en stejl sti op til porthuset. Klipperformationerne og odden som strækker flere km både nord og syd er hjem for tusindvis af havfugle som gør dette område til et af mest betydningsfulde reservater for fugle i Europa angående fuglepopulation og mangfoldig i artsrigdom. Filmen Hamlet fra 1990 med Mel Gibson og Glenn Close blev delvis indspillet på området omkring Dunnotar.

## Historie

### Middelalderen
Kong Domnald 2. var den første som blev kaldt for rí Alban (= konge af Alba) da han døde på fæstningen Dunottar i 900. Denne titel betyder konge af Britannien eller Skotland. Alle hans forgængere kaldte sig enten for konge af pikterne eller konge af Fortriu. Et sådan paradigmeskifte i de gæliske skrifter er af enkelte blevet set på som nationen Skotlands fødsel.
Tidlige optegnelser viser at William Wallace ledte skotterne til en afgørende sejr over englænderne ved Dunnottar i året 1296. Et resultat af sejren var at Wallace indespærrede de tilfangetagne engelske soldater i fæstningens kirke.
I 1336 var kong Edvard 3. af Englands ressourcer strakt tynde i hans kamp mod skotterne. Kongen gav ordre til Rosslyn om at sejle otte skibe til det delvist ødelagte Dunnotar med den hensigt at genopbygge fæstningen og befæste sig for at kunne have en forskansning til de nordlige hærtogter. Rosslyn medbragte 160 soldater, heste og ikke mindst et korps bestående af smede og tømrere. Det arbejde som englænderne udførte på fæstningen blev ødelagt året efter af den skotske regent Andrew Murray, ledet en skotsk styrke til at erobre og ødelægge fæstningen. I slutningen af 1300-tallet var Dunnottar kommet behørig ind under skotsk kontrol og blev genopbygget ved William Keith og hans efterfølgere, inklusive den femte jarl George, som også grundlagde Mariscal College i Aberdeen.

### 1500- og 1600-tallet
Tidligt i 1500-tallet byggede skotterne en ny blok på østsiden af borgtårnet. I 1575 blev et stort porthus af sten bygget som fortsat fungerer som indgang til fæstningen. Mellem 1582 og 1584 blev vestvingen til fæstningen rejst. I løbet af 1500-tallet blev der også bygget et kapel. Tidligt i 1600-tallet blev der opført yderligere to vinger ved kapellet.
I 1639 var ejeren af Dunnottar den syvende jarl Mariscal som samme år deltog på covenanterne (fra covenant = pagt), en religiøs oprørsbevægelse som stod i opposition til den etablerede biskopsæde og dermed også mod selveste kongen, den daværende kong Karl 1. af England. James Graham, 1. markis af Montrose, en tidligere allieret af Mariscal, forsøgte at få Mariscal tilbage til den kongelige fold, men det mislykkede. Graham vendte sig da imod sin tidligere ven, angreb fæstningen og brændte kornkammeret. På samme tid i historien havde convenanterne modsat sig biskopperne i Aberdeen og holdt et vigtig møde i den nærliggende fæstning Muchalls Castle. Hændelserne ved de to fæstninger Dunnotar og Muchalls viste sig blive et vigtigt vendepunkt i den engelske borgerkrig, og for at presse monarkiet til imødekomme covenanterne.
Kong Karl 2. af Skotland fik en varm modtagelse da han besøgte jarl Mariscal i 1650, men i 1651 begyndte den engelske generalen Overton en otte måneders belejring af Dunnottar i jagten på Skotlands rigsregalier, den kongelige krone, sværd og scepter som blev benyttet ved kroningen af kong Karl 2. ved Scone Palace.
Udkommet blev at den daværende guvernør sir George Olgilvy af Barras overgav fæstningen til Overtons efterfølger, general Morgan, men englænderne fik ikke fat i rigsregalierne eftersom de var blevet smuglet ud i løbet af belejringen. Det har været forsøgt at identificerer personen der gjorde det, og blandt kandidaterne er Anne Lindsay, en slægtning af Olgilvys hustru.
I 1685, i løbet af oprøret i Argyll og Monmouth blev 125 mænd og 42 kvinder holdt indespærret i en fangehul kendt som "Whigs Vault" (= Whigenes hvælv) indenfor fæstningsmurerne. De blev stuvet tæt sammen, mange af dem gamle og syge og tvang dem til at leve i sin egen afføring op til anklerne i mange måneder.

## Jakobittertiden
Både jakobitterne og dem som støttede det kongelige Huset Hannover benyttede Dunnottar skiftevis. Under grev Dundess kampagne i 1699 blev fjorten mistænkte jakobitter fra Aberdeen holdt fanget i fæstningen i over et år, blandt dem var George Liddel, professor i matematik. I 1715 blev kanonerne på Dunnotar brugt af jakobitter og følgerne af dette oprør var at alle jarl Mariscals ejendomme blev pantsat og fæstningen blev afviklet tre år senere.

## Turistattraktion
Fæstningen er åben for publikum. Det er to adgangsveje til fæstningen. Den første er på omkring 800 meter som går langs en stejl sti og forbinder fæstningen med parkeringspladsen langs kystvejen (forbundet til A92). Den anden adgangsvej på omkring 3 km går fra en bagport bag havnen i Stonehaven går sydover langs en klippeskrænt til fæstningen.